# Горелик, Александр Леопольдович
Александр Леопольдович Горелик (1923 — 2011) — советский и российский учёный и военный, доктор технических наук (1965), профессор (1967), Почётный академик Российской академии космонавтики имени К. Э. Циолковского (1993), действительный член Международной академии информатизации, полковник в отставке.
Автор более 100 печатных работ, в числе которых 10 монографий.

## Биография
Родился 17 января 1923 года.
В 1941 году, окончив первый курс Киевского индустриального института, был призван в армию. В 1942 году прошёл краткий курс обучения в Харьковском военном авиационно-техническом училище, после чего служил в должности преподавателя Серпуховского авиатехнического
училища. Участник Великой Отечественной войны (участвовал в обороне Киева и в боях за Харьков) и Парада Победы 1945 года. В Вооружённых силах СССР служил с 1941 по 1978 год, став ветераном ВС СССР.
В 1950 году с золотой медалью окончил Военно-воздушную инженерную академию имени Н. Е. Жуковского (ВВИА). После окончания академии некоторое время работал старшим преподавателем Высшей офицерской школы боевого применения дальней авиации. В 1960 году окончил адъюнктуру ВВИА и в 1961 году защитил кандидатскую диссертацию. С 1961 по 1978 год работал начальником отдела, затем заместителем начальника управления специального научно-исследовательского института Министерства обороны (СНИИ-45):
- с марта 1961 года исполнял обязанности начальника 7-го отдела (тематика отдела — испытания систем ПРО);
- с 1962 года — начальник 10-го отдела (отдел проводил испытания систем ПКО);
- с 1963 года — начальник отдела в Управлении контроля космического пространства;
- с начала 1970-х годов — начальник отдела, заместитель начальника управления ККП, курировавшего работу трёх отделов, разрабатывающих системы распознавания иностранных ИСЗ, а также отдела по созданию космических аппаратов-инспекторов.

Одновременно с 1963 по 1978 год Александр Горелик был учёным секретарём Ученого совета института, а с 1964 по 1978 год — заместителем председателя Координационного совета по распознаванию иностранных ИСЗ, созданного постановлением комиссии Совета Министров СССР по военно-промышленным вопросам (ВПК СМ СССР). Свою докторскую диссертацию посвятил проблеме распознавания иностранных космических объектов.
После увольнения из рядов Вооруженных Сил Александр Леопольдович Горелик был приглашен на работу в Центральный научно-исследовательский институт экономики, информатики и систем управления Минобороны, где работал в должности начальника лаборатории «Методов распознавания». Также был председателем диссертационного совета института и заместителем главного редактора журнала «Вопросы оборонной техники». Под научным руководством А. Л. Горелика было защищено 20 кандидатских и 5 докторских диссертаций.
Умер 2 марта 2011 года.

## Заслуги
- Был награждён орденами Отечественной войны 2-й степени и Красной Звезды, а также медалями, среди которых «За боевые заслуги», «За оборону Киева», «За победу над Германией в Великой Отечественной войне 1941—1945 гг.».
- Лауреат Государственной премии СССР (1979, за создание комплекса «Звезда» для распознавания космических объектов).
- Заслуженный деятель науки РФ, Заслуженный работник промышленности вооружений.